# Caroline Rohde-Moe
Caroline Rohde-Moe (* 10. April 1992 in Blommenholm) ist eine ehemalige norwegische Tennisspielerin.

## Karriere
Auf dem ITF Women’s Circuit gewann Rohde-Moe bislang zwei Doppeltitel.
Seit 2009 spielt sie für die norwegische Fed-Cup-Mannschaft; von ihren 15 Einsätzen in Einzel und Doppel konnte sie zehn gewinnen, davon acht Partien im Doppel.
Nach dem ITF-Turnier in Scharm asch-Schaich im Juli 2015 ist sie bis Oktober 2016 auf der Damentour nicht angetreten. Sie kehrte noch einmal auf die Profitour zurück und bestritt im Oktober 2016 bei einem Hallenturnier in Oslo ihr bislang letztes Turnier, wo sie mit ihrer Partnerin Luisa Marie Huber das Halbfinale erreichte, dort aber verletzungsbedingt beim Stande von 0:5 aufgeben musste.
Seit Mitte Juli 2017 wird sie nicht mehr in den Weltranglisten geführt.

## Turniersiege

### Doppel
| Nr. | Datum              | Turnier             | Kategorie   | Belag     | Partnerin      | Finalgegnerinnen                              | Ergebnis         |
| --- | ------------------ | ------------------- | ----------- | --------- | -------------- | --------------------------------------------- | ---------------- |
| 1.  | 19. September 2010 | Lleida              | ITF $10.000 | Sand      | Ulrikke Eikeri | Alix Collombon Jessica Ginier                 | 7:5, 5:0 Aufgabe |
| 2.  | 14. Juni 2014      | Scharm asch-Schaich | ITF $10.000 | Hartplatz | Anna Morgina   | Elena-Teodora Cadar Arabela Fernández Rabener | 6:3, 7:5         |